# No Surrender (2011)
No Surrender (2011) – gala wrestlingu zorganizowana przez amerykańską federację Total Nonstop Action Wrestling (TNA). Odbyła się 11 września 2011 w Impact Zone w Orlando na Florydzie. Była to siódma gala z cyklu No Surrender oraz dziewiąte wydarzenie pay-per-view TNA w 2011 roku.
Karta wydarzenia składała się z dziewięciu walk. Przed rozpoczęciem gali oddano cześć ofiarom zamachu na World Trade Center z 11 września 2001.

## Wyniki walk
Zestawienie zostało opracowane na podstawie źródeł:
| Nr                                 | Wyniki                                                                       | Stypulacje                                                       | Czas  |
| ---------------------------------- | ---------------------------------------------------------------------------- | ---------------------------------------------------------------- | ----- |
| 1                                  | Jesse Sorensen pokonał Kida Kasha                                            | Singles match o miano pretendenta do TNA X Division Championship | 7:58  |
| 2                                  | Bully Ray pokonał Jamesa Storma poprzez dyskwalifikację                      | Singles match (Bound for Glory Series)                           | 11:50 |
| 3                                  | Winter pokonała Mickie James (c)                                             | Singles match o TNA Knockouts Championship                       | 8:40  |
| 4                                  | Mexican America (Anarquia i Hernandez) (c) pokonali D’Angelo Dinero i Devona | Tag Team match o TNA World Tag Team Championship                 | 9:50  |
| 5                                  | Matt Morgan pokonał Samoa Joego                                              | Singles match                                                    | 11:38 |
| 6                                  | Bobby Roode pokonał Gunnera poprzez poddanie                                 | Singles match (Bound for Glory Series)                           | 12:01 |
| 7                                  | Austin Aries pokonał Briana Kendricka (c)                                    | Singles match o TNA X Division Championship                      | 13:27 |
| 8                                  | Bobby Roode pokonał Bully’ego Raya                                           | Singles match Ostatnia walka Bound for Glory Series              | 12:32 |
| 9                                  | Kurt Angle (c) pokonał Stinga i Mr. Andersona                                | 3-Way match o TNA World Heavyweight Championship                 | 15:27 |
| (c) – mistrz/mistrzyni przed walką |                                                                              |                                                                  |       |